# Grupo alquenilo
En química orgánica, un grupo alquenilo es un grupo derivado de un alqueno por eliminación de uno de sus átomos de hidrógeno.

## Nomenclatura
Su fórmula química es CnH2n-1.
Se nombran a partir del alqueno de procedencia añadiendo la terminación enilo:
- CH3-CH=CH- 1-propenilo
- CH2=CH-CH2-CH=CH- 1,4-pentadienilo

Hay dos casos en los que casi nunca se emplea el nombre sistemático:
- CH2=CH- Grupo vinilo
- CH2=CH-CH2- Grupo alilo

- Datos: Q8965185